# Jakkavalli, Holenarsipur
Jakkavalli là một làng thuộc tehsil Holenarsipur, huyện Hassan, bang Karnataka, Ấn Độ.